# Rising Sun/いつかきっと…
『Rising Sun/いつかきっと…』（ライジング サン/いつかきっと）は、EXILEの37枚目のシングルおよびEXILE ATSUSHIのソロデビューシングル。2011年9月14日にrhythm zoneから発売。

## 概要
前作『Each Other's Way 〜旅の途中〜』から7か月ぶりのシングル。東日本大震災の影響により元々企画していた曲を大きく変更した上で練り直したため、当初の4月の発売予定から発売が大幅に遅れた。「東日本大震災復興支援チャリティソング」、「結成10周年記念シングル」と題した両A面シングル
。EXILEとしては『Pure/You're my sunshine』以来となる4枚目の両A面シングルである。
「Rising Sun」は、東日本大震災の復興支援を目的としたチャリティーソング。同曲に関するEXILE及びLDHの印税は、日本赤十字社へ全額寄付される。同曲が同年7月16日より着うた（R）配信に先行配信された。
「いつかきっと…」は、 ATSUSHI初のソロ名義によるシングル曲。
今作は、EXILEデビュー10周年を記念して、EXILE mobileとEX FAMILYの会員のみが購入できるSpecial Boxが販売された。Special Boxには、全9種類のCD（ジャケットや裏ジャケットのデザインがすべて異なる）が入っており、それらを組み合わせると1つのジャケットが完成する。この他に3大特典として、9枚のCDが収納できる「10th Anniversary専用ウォールポケット」と「〜日本を元気に〜Tシャツ」、「10th Anniversaryロゴピンバッヂ」が付属している。また、Special Boxに同梱されているCDのジャケットとはデザインが異なる全9種類のCDが、別売でバラ売りされた。パッケージ商品の売上から発生する､「Rising Sun」並びに「いつかきっと…」のアーティスト及びLDHの印税は、日本赤十字社へ全額寄付される｡
「Rising Sun」のミュージックビデオのダンスには東北地方、岩手県盛岡市の祭り「よさこいさんさ」の振り付けを取り入れ、EXILE風にアレンジ。ミュージックビデオには500名のキャストにも及ぶサポートメンバー(三代目 J Soul Brothers(パフォーマーのみ)、GENERATIONS from EXILE TRIBE、Happiness、Flowerなど)が参加。

## 主な記録
オリコン週間シングルランキングでは前作から2作連続、通算11作目の首位獲得となった。
表題曲「Rising Sun」は、2015年9月に100万ダウンロードを記録し、日本レコード協会からミリオン認定された。

## 収録曲

### CD
1. Rising Sun [4:58]
作詞：ATSUSHI / 作曲：Didrik Thott・Sebastian Thott・Johan Becker・Sharon Vaughn / 編曲：ATSUSHI・Sebastian Thott
  - 東日本大震災復興支援チャリティーソング
  - 読売テレビ・日本テレビ系『Iwataniスペシャル 第34回鳥人間コンテスト選手権大会』テーマソング[20]
  - EXILE Rising Sun Project テーマソング[21]
  - NTTコミュニケーションズ「050 plus」CMソング[21]
2. いつかきっと… [4:13] - EXILE ATSUSHI
作詞：ATSUSHI / 作曲：Matthew Tishler・Andrew Ang / 編曲：ATSUSHI・Matthew Tishler
  - テレビ朝日系ドラマ『陽はまた昇る』主題歌
  - 映画『シビル・ウォー/キャプテン・アメリカ』日本語版イメージソング[22]
3. Rising Sun (Instrumental)
4. いつかきっと… (Instrumental)

### DVD
※CD+DVDのみ
1. Rising Sun (Video Clip)
2. いつかきっと… (Video Clip) - EXILE ATSUSHI

## 収録アルバム
- 『EXILE JAPAN/Solo』（M1、M2）
- 『EXILE BEST HITS -LOVE SIDE / SOUL SIDE-』（M1）
- 『EXILE EXTREME BEST』（M1）
- 『EXILE ATSUSHI THE BEST 〜One + Only〜』（M2）